# Saint-Bonnet-le-Château
Saint-Bonnet-le-Château é uma comuna francesa na região administrativa de Auvérnia-Ródano-Alpes, no departamento de Loire. Estende-se por uma área de 1,87 km². Em 2010 a comuna tinha 1 564 habitantes (densidade: 836,4 hab./km²).